# Lycopodium veitchii
Lycopodium veitchii là một loài thực vật có mạch trong Họ Thạch tùng. Loài này được H. Christ mô tả khoa học đầu tiên năm 1905.